# Lestomyia unicolor
Lestomyia unicolor är en tvåvingeart som beskrevs av Charles Howard Curran 1942. Lestomyia unicolor ingår i släktet Lestomyia och familjen rovflugor.
Artens utbredningsområde är Arizona. Inga underarter finns listade i Catalogue of Life.